# Lonchura forbesi
El capuchino de Nueva Irlanda (Lonchura forbesi) es una especie de ave paseriforme de la familia Estrildidae endémica de la Nueva Irlanda (Papúa Nueva Guinea).

## Distribución geográfica yhábitat
Se distribuye por el archipiélago Bismarck (Nueva Irlanda), en hábitats diversos.